# Liste der Fahnenträger der são-toméischen Mannschaften bei Olympischen Spielen
Die Liste der Fahnenträger der são-toméischen Mannschaften bei Olympischen Spielen listet chronologisch alle Fahnenträger são-toméischer Mannschaften bei den Eröffnungs- (EF) und Abschlussfeiern (AF) Olympischer Spiele auf.

## Liste der Fahnenträger
| Mannschaft             | Veranstaltung | Fahnenträger (EF)        | Fahnenträger (AF)    |
| ---------------------- | ------------- | ------------------------ | -------------------- |
| 1996 in Atlanta        | Sommerspiele  | Sortelina Pires          |                      |
| 2000 in Sydney         | Sommerspiele  | Naide Gomes              |                      |
| 2004 in Athen          | Sommerspiele  | Fumilay da Fonseca       | Yazaldes Nascimento  |
| 2008 in Peking         | Sommerspiele  | Celma Bonfim             | (O) NOK-Assistent    |
| 2012 in London         | Sommerspiele  | Lecabela Quaresma        | Lecabela Quaresma    |
| 2016 in Rio de Janeiro | Sommerspiele  | Buly da Conceição Triste | Volunteer            |
| 2020 in Tokio          | Sommerspiele  | D’Jamila Tavares         | Volunteer            |
| 2020 in Tokio          | Sommerspiele  | Buly da Conceição Triste | Volunteer            |
| 2024 in Paris          | Sommerspiele  | Gorete Semedo            | Gorete Semedo        |
| 2024 in Paris          | Sommerspiele  | Roldeney De Oliveira     | Roldeney De Oliveira |

Anmerkung: (EF) = Eröffnungsfeier, (AF) = Abschlussfeier, (O) = Offizieller

## Statistik
| Rang    | Sportart       | EF | AF | ∑  |
| ------- | -------------- | -- | -- | -- |
| 1       | Leichtathletik | 6  | 2  | 7  |
| 2       | Judo           | 1  | 1  | 2  |
| 2       | Kanusport      | 2  | 0  | 2  |
| 2       | Volunteer      | 0  | 2  | 2  |
| 5       | Offizieller    | 0  | 1  | 1  |
| Gesamt: | Gesamt:        | 10 | 7  | 17 |

| Rang                   | Sportart | EF | AF | ∑ |
| ---------------------- | -------- | -- | -- | - |
| bisher keine Teilnahme |          |    |    |   |
| Gesamt:                | Gesamt:  | 0  | 0  | 0 |

| Rang    | Sportart       | EF | AF | ∑  |
| ------- | -------------- | -- | -- | -- |
| 1       | Leichtathletik | 6  | 2  | 7  |
| 2       | Judo           | 1  | 1  | 2  |
| 2       | Kanusport      | 2  | 0  | 2  |
| 2       | Volunteer      | 0  | 2  | 2  |
| 5       | Offizieller    | 0  | 1  | 1  |
| Gesamt: | Gesamt:        | 10 | 7  | 17 |